# دیو گالوین
دیو گالوین (انگلیسی: Dave Galvin؛ زادهٔ ۵ اکتبر ۱۹۴۶) بازیکن فوتبال اهل بریتانیا است.
از باشگاه‌هایی که در آن بازی کرده‌است می‌توان به باشگاه فوتبال گیلینگام، باشگاه فوتبال ولورهمپتون واندررز، باشگاه فوتبال کانتربوری سیتی، باشگاه فوتبال ابسفلیت یونایتد، و باشگاه فوتبال ویمبلدون اشاره کرد.